# Ascomorpha ecaudis
Ascomorpha ecaudis är en hjuldjursart som beskrevs av Perty 1850. Ascomorpha ecaudis ingår i släktet Ascomorpha och familjen Gastropodidae. Arten är reproducerande i Sverige. Inga underarter finns listade i Catalogue of Life.